# 普埃夫拉德东夫兰西斯科
普埃夫拉德东夫兰西斯科，是西班牙卡斯蒂利亚-拉曼恰昆卡省的一个市镇。总面积147平方公里，总人口327人（2001年），人口密度2人/平方公里。